# Mitsubishi G3M
Mitsubishi G3M Wzór 96 – Mitsubishi G3M kyūroku-shiki rikujō kōgeki-ki (jap. 三菱G3M九六式陸上攻撃機; w kodzie aliantów Nell) dwusilnikowy średni samolot bombowo-torpedowy dalekiego zasięgu. Produkowany od 1936 roku, znalazł szerokie zastosowanie podczas wojny japońsko-chińskiej oraz II wojny światowej. W momencie wejścia do służby, bombowiec o największym w świecie zasięgu. Ogółem zbudowano 1048 egzemplarzy tej maszyny.

## Rozwój i charakterystyka techniczna
W 1935 roku, w odpowiedzi na przedstawione przez japońską marynarkę wojenną wymagania wobec operującego z lądu dwusilnikowego samolotu rozpoznawczego, przedsiębiorstwo Mitsubishi wykonało pierwszy lot prototypu Ka-15. Nowa konstrukcja dysponowała dużym potencjałem rozwojowym, pozwalającym na opracowanie na jej podstawie konstrukcji średniego bombowca dalekiego zasięgu. Po przeprowadzonych z sukcesem testach, w czerwcu 1936 roku samolot wszedł do produkcji jako Bombowiec marynarki Wzór 96 Model 11, według oznaczenia fabrycznego zaś Mitsubishi G3M1.

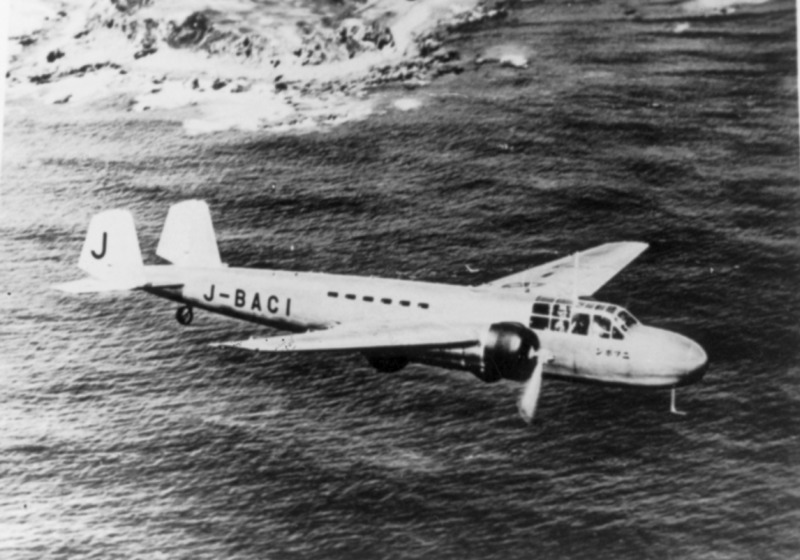
Mitsubishi G3M1 – pierwsza wersja produkcyjna samolotu

Pierwsza wersja produkcyjna z silnikami gwiazdowymi Mitsubishi Kinsei 3 o mocy 910 KM (678,6 kW) została wyprodukowana w 34 egzemplarzach. Samolot ten zdolny był do lotu z prędkością 360 km/h na wysokości 1975 metrów. W miarę uzyskania dostępności ulepszonych silników Kinsei 41 i Kinsei 42, w 1937 roku uruchomiono produkcję nowej wersji samolotu, oznaczonej jako G3M2. Samolot ten stał się podstawowym modelem bombowca, którego produkcja do połowy 1941 roku sięgnęła 581 maszyn. Prędkość maksymalna tego wariantu wzrosła do 374 km/h, zaś maksymalny ładunek bombowy do 800 kg przenoszony był zewnętrznie. Uzbrojenie obronne składało się z trzech karabinów 7,7 mm. Maksymalny zasięg samolotu sięgnął 4380 km.
Kolejny G3M2, Model 22, wyposażony w był w dwa czternastocylindrowe silniki gwiazdowe Kinsei 45 o mocy 1075 KM (801,6 kW), zdolny był do rozwinięcia prędkości 347 km/h na wysokości 4200 metrów, zaś na pułapie praktycznym 9130 metrów miał zasięg 4380 km. Produkcja następnej wersji samolotu oznaczonej jako G3M3, została podjęta w zakładach Nakajimy, gdzie w latach 1941-1943 produkowano je z 1300-konnymi (969,4 kW) silnikami Kinsei 51. Samolot w tej odmianie zdolny był do osiągnięcia prędkości 415 km/h na wysokości 6000 metrów.
Mitsubishi G3M był średnim bombowcem torpedowym, skonstruowanym do ataków na cele morskie za pomocą torped oraz bomb, z załogą sześcio- lub siedmioosobową. Samolot w wersji G3M2 Model 22 wznosił się na wysokość 3000 metrów w czasie 8,34 minuty. Masa własna samolotu wynosiła 4965 kg, maksymalna masa startowa zaś 8010 kg. Rozpiętość samolotu wynosiła 25 metrów, długość 16,45 metra, maksymalna wysokość 3,68 metra, powierzchnia skrzydeł zaś 75 metrów kwadratowych.
Samolot uzbrojony był w trzy karabiny kalibru 7,7 mm wzór 92 w grzbietowej wieży oraz dwóch pęcherzach bocznych, a także w jedno działko wz. 99 kalibru 20 mm. W locie bojowym mógł zabrać ładunek torped lub bomb o masie do 800 kilogramów.

## Użycie bojowe samolotu
Swoje pierwsze zadanie bojowe Mitsubishi G3M wykonały 14 sierpnia 1937 roku, gdy należąca do japońskiej marynarki Kanoya Kokutai wykonała rajdy na Hangzhou i Kwangteh w Chinach. Przeprowadziła tym samym pierwszy na świecie transoceaniczny rajd bombowy, pokonując nad wodą 1250 mil morskich z Formozy do celów w Chinach i z powrotem.
Do 1940 roku cztery kokutais w Chinach wyposażone były w łącznie około 130 G2M2, do czasu zaś japońskiego ataku na Pearl Harbor w grudniu 1941 roku, liczba samolotów tego typu wzrosła do 204. Zwłaszcza w pierwszym okresie wojny, samoloty te były szeroko wykorzystywanie dla wszelkiego rodzaju operacji, w tym ataków torpedowych, bombardowań oraz patroli morskich. Maszyny te zostały wykorzystane m.in. w walkach na Marianach, do ataku na amerykańską wyspę Wake i w kampanii filipińskiej w 1942 roku. 10 grudnia 1941 roku, 60 G3M2 z Genzan i Mihoro Kokutais, po starcie z baz w Indochinach odnalazło i zatopiło pod Kuantanem brytyjskie pancerniki HMS „Prince of Wales” oraz „Repulse”. Ten typ samolotów otrzymał wówczas w nomenklaturze alianckiej oznaczenie „Nell”. Podczas amerykańskiego rajdu na Wyspy Marshalla samoloty te bezskutecznie zaatakowały lotniskowiec USS „Enterprise” (CV-6) i towarzyszącą mu grupę okrętów.
Ostatecznie „Nell” służyły do końca wojny, zaś ich łączna produkcja sięgnęła 1048 maszyn.